# 環状族
環状族（かんじょうぞく）とは、大阪府 大阪市内にある阪神高速道路1号環状線を制限速度を超過して走行する競走型暴走族のことである。

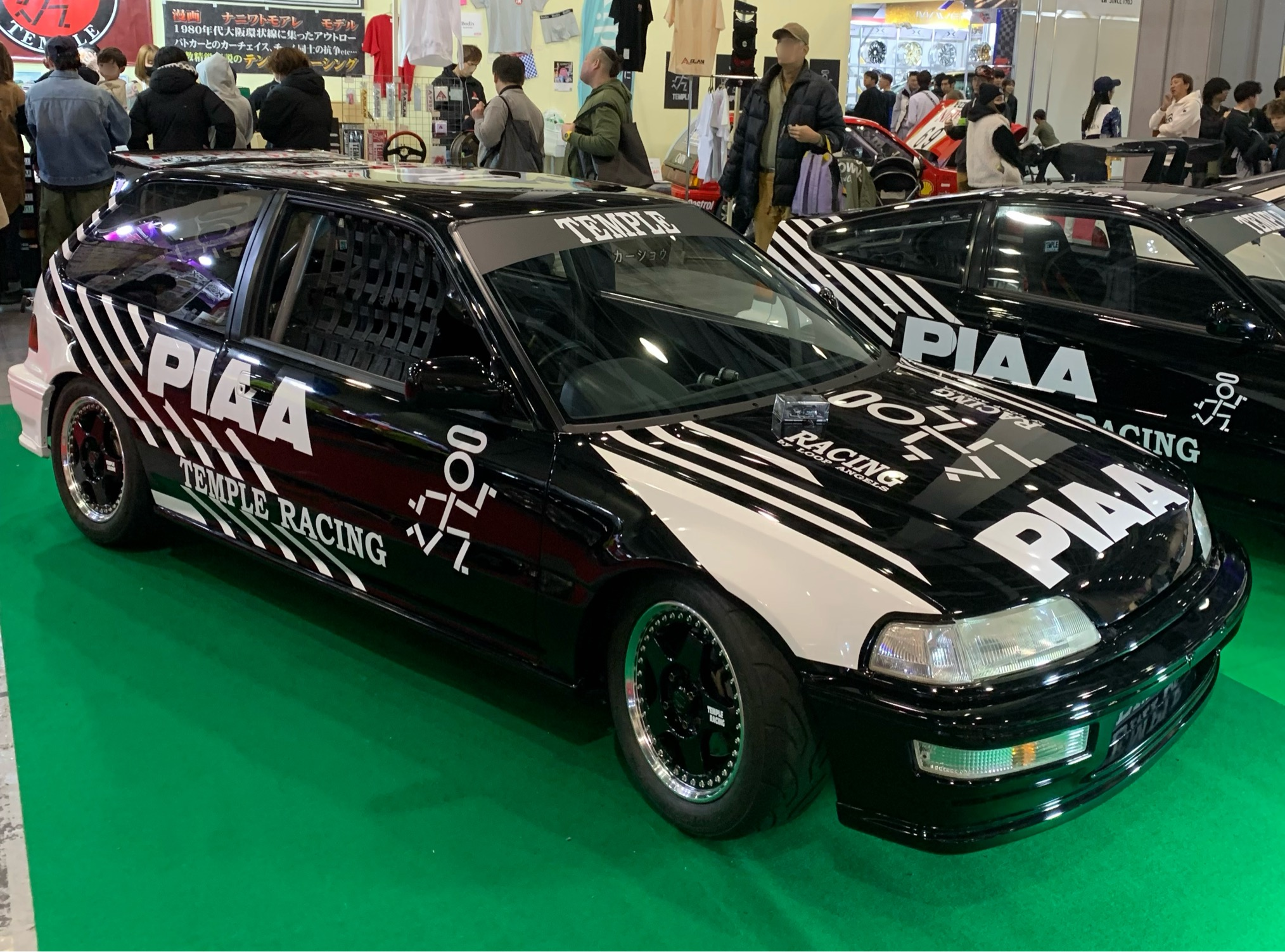
環状族仕様のホンダ・シビック

## 概要
環状線を一般車をすり抜けながら高速で走り回る集団で、首都高速道路のルーレット族に似ている。昭和60年代から平成初頭にかけて全盛期を迎えたが、今となっては都市伝説的なものとなっている。しかし、現在でも全盛期から続くチームが幾つか存在しており、その姿を見ることができる。
全国的にいう違法競走型暴走族と比べて、共同危険型暴走族上がりの者が多いため、全盛期の頃はチーム同士の抗争などが繰り返された。
環状族の特徴は、料金所では料金を支払わず違法に突破したり、ナンバープレートを外す、隠す、折り曲げる、ナンバープレートの上からアルミホイルなどを貼り付けて隠したり、チーム名や車種名を書いたダミーのナンバープレートを装着するのが、摘発逃れの定番であった。
（無論、上記の行為はすべて違法である）
全盛期には8環（ハチカン：午後8時～8時30分頃、正確には警察により船場JCTの閉鎖が行われるまで）と呼ばれる暴走を主眼に置いた時間帯と朝環（アサカン：午前0時以降の深夜）と呼ばれる高速走行をメインとするサーキット志向の時間帯に走行時間帯が分かれていた。
一般車の多い環状線を高速で走るため、当然危険度も高く、全盛期には死亡事故が頻発しており、当時の交通事故死亡率上昇の一因となった。また、当時、環状族に多かったシビックの事故率が上昇した事で、任意自動車保険料の高騰が発生した。この現象を契機に本田技研工業は、アザーカーの登場するレースゲームへの自社車両の許諾を行わなくなった。
増え続ける環状族対策として、昭和60年代からは大阪府警察が様々な対策を講じた。中でも特筆すべきは自動速度違反取締装置の設置であり、この通称である「Hシステム」は阪神高速道路の頭文字に由来している。現在でも阪神高速に多数設置されているHシステムは、環状族対策の名残である。その他、東船場JCTの13号東大阪線方面の閉鎖が日常的に行われ、パトロールカーの取締りも強化された。これらの対策やバブル崩壊による景気悪化から、平成初期まで隆盛を極めた環状族も、次第に沈静化していった。

## 車両

### 車両の特徴
共同危険型暴走族の行うような派手な改造を好むものも少なくは無かったが、その殆どがレーシングカー同様の性能面の改造を好んで行っていた。環状線の一般車を高速ですり抜けながら走る、いわゆるアミダ走行に必要だったため足回りはサーキット仕様のハードなセッティングが好まれた。
他にも「直管サイド出しマフラー･ロールケージ･バケットシート･4点式シートベルト・セミスリックタイヤ」といったサーキット仕様の改造が好まれた。現代ではこれを「環状仕様」と呼ぶものも多く、特に環状仕様のシビック･CR-Xは未だ根強い人気があり、中古車市場でも「競技用車両」として流通することがある。他には長方形のチームステッカーやワッペンのようなステッカー作成し、車体後部に貼るといったのが特徴で、このステッカーはチームメンバー以外にも配布されチームの勢力の大きさを象徴する物として使用されていた。
また、「ハチマキ」と称されるフロントウインドウステッカーや車体にレーシングカーを彷彿とさせるペイントやラッピングを施す者もいた。これらは当時のグループAやN1、その他自動車メーカー主催のワンメイクレースの影響を強く受けている。また中には実際のレーシングカーを盗難し、使用していた者もいた。
中には木刀、ハンマー、ガス銃といった武器を車内に携帯する者もおり、抗争しているチームとの喧嘩や一般車に因縁をつける際に使用していた。

### ブーム以前
初期の頃はS30･S130型フェアレディZやC110型スカイライン、マツダ・サバンナといった後輪駆動車種が主流だった。中古車市場でもかなりの台数が流通しており、また高性能だった事、当時の暴走族が使用する車種の代表ということが主な理由とされている。

### シビックの登場
1983年にホンダがシビック(3代目)を発売すると、それまであまり注目されなかった前輪駆動車に注目が集まる。翌、1984年にシビックSiが発売されるとその人気は確固たるものとなり、シビックを中心とした小〜中型のスポーツカーが環状族の中でブームとなる。
特にシビックSiは前輪駆動かつ小柄な車体と高出力のエンジンを武器に、環状において一般車をアミダ走行するにおいて最も有力な車として支持され、何よりも新車価格が安価かつ、ワンメイクレース仕様やグループA仕様が存在したことによりアフターパーツや派手なカラーリングのベースカラーも豊富だったことから広まった。シビックはキャッチコピーの「ワンダーシビック」から「ワンダー」の愛称で親しまれ、走りに凝りのない喧嘩やナンパ目的のチームではSi以外のグレードも使われていた。走りに凝りのあるチームの間ではSiに搭載されたZCエンジンをノーマルの1.5Lから1.75Lに排気量アップする仕様が流行し、語呂から由来した、「イナゴ仕様」と呼ばれていた。

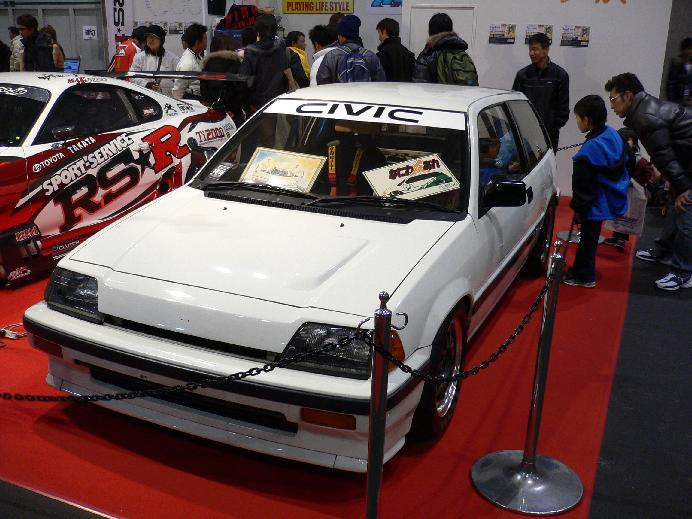
環状族シビックの一例 漫画：ナニワトモアレに登場するワンダーシビックのレプリカ仕様

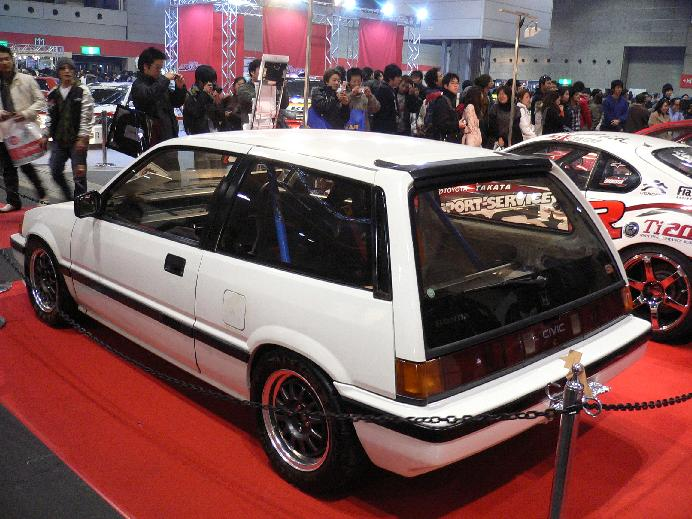
サーキット仕様のハードサスペンションに同じくサーキット仕様のマフラー･バケットシート･ロールケージが装着されている。

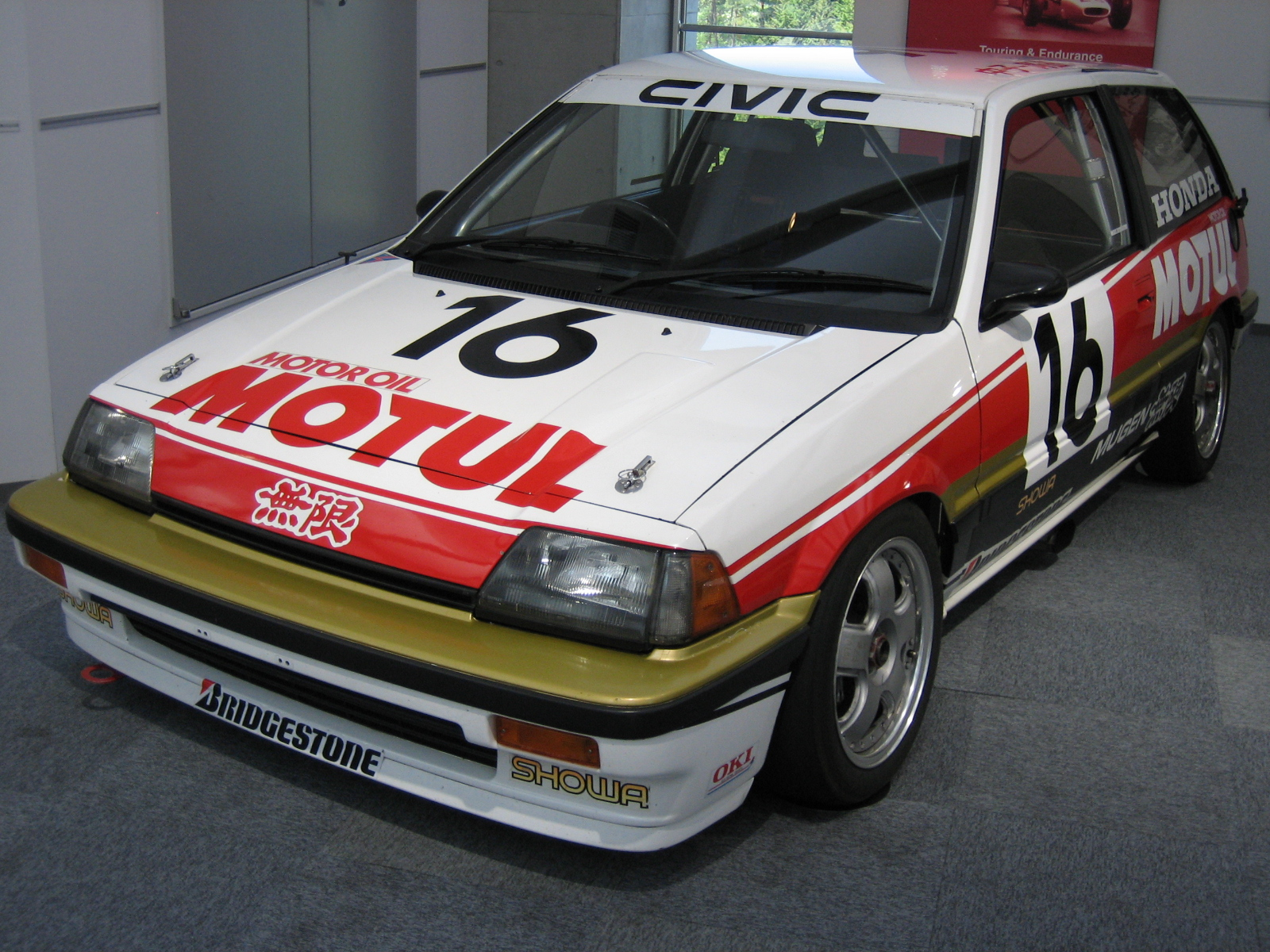
グループA仕様のシビックSiレースカー。このような派手なカラーリングも環状族の間で流行していた。また、一部ではあるが実際にグループA仕様やワンメイクレース車両のシビックが盗難され使用されていた事もある。

### 全盛期〜末期頃
環状族ブームが全盛期を迎える頃に発売された4代目シビックはキャッチコピー「グランドシビック」から「グランド」という愛称が着くが、1989年に発売されたSiRの登場により環状族の勢力図はほぼシビック･CR-X系一強となる。特にSiRはエンジンの可変バルブ機構「VTEC」をそのまま車両への愛称「ブイテック」とし、走りに凝りのあるチームの間では「ブイテックとそれ以外のシビックとその他」という構図がほぼ完成してしまう。また、VTECの「高回転でカムが切り替わり、ただでさえ甲高い排気音から更に甲高い排気音に変わる」仕様は走り以外のチームにも注目され、ブイテックは環状族の間で人気に火がついた。
この事からVTEC搭載車に関してはシビック以外も環状族の間で高価格で取引されており、事故車･廃車でもエンジン目あてに盗難される事が多々あり、ワンダーやグランドといった非VTEC搭載車にVTECを搭載する"ブイテック仕様のシビック"を製作する環状族も現れた。が、この頃になると環状族ブームが取り締まり強化等の複合的な要因により下火になっていた。
シビック系以外で次いで多かったのは後輪駆動のAE86型カローラレビン･スプリンタートレノだった。シビックが環状族の間でブームとなり、警察の目がシビックばかりに集中していたことと、少数派として目立ちたい。安価等の理由があるが、なにより古き時代の環状族が後輪駆動メインだったこともあり、ある種の伝統として使用するものもいた。
この他にもセリカXX、KP61･EP71型スターレットやカローラII･FX 、AE92型レビン･トレノ、R30型スカイライン、S13型シルビア、K10型マーチ･マーチターボ系のような当時のボーイズレーサーやスポーツカーと呼ばれた車も少数派とはいえ使用車種の代表とされている。その他にもセダンやクーペ、ワゴン車のスポーツグレードもごく少数ながら一緒に参加していた。
ヤクザの若頭や企業の跡取りといった所謂金持ちを中心とした環状族にはポルシェやフェラーリ、ベンツの様な高級車が流行していた。やはり警察の目がシビックに行っていたのも理由の一つだが、元々の性能が特出して高いのも理由である。末期の頃になると、彼らの間ではR32型スカイラインGT-Rも使用されていた。

### 衰退期〜現在
2025年現在も活動しているブーム前･ブーム時結成の環状族チームや、平成元年以降の所謂環状族ブーム後に結成されたチームの殆どがグランド以降の世代、とくに5代目･6代目の通称:「EG･EK」シビックを使用している。これらにもキャッチコピーから転じた愛称は存在するが、環状族にはあまり馴染みがなくその殆どが型式呼称である。
その他にもシビックタイプRやインテグラタイプR、S2000のようなVTEC搭載スポーツカー、フィットRSやヴィッツRSのような日本製スポーツコンパクトハッチもシビック系の代替車種として使用されることも多い。また、マフラーは当時のような爆音なマフラーを取り付けている車輌が多い。しかし、全盛期のような派手なカラーリングではすぐに足がつくため、ごく一部を除くほとんどの現役環状族らは単色やテクニカカラーと呼ばれるツートーンカラーで車両を製作している。

## 近年の環状族
一般的な暴走族同様、現在は環状族の数も減少傾向で、高年齢化が進んでいる。なお、60〜70代がメイン層で近い将来絶滅が予想されている。それでも正月に「正月パレード」と称して暴走する事があり、正月の環状線では大阪府警察が2車線中1車線を閉鎖し、検問(事実上の閉鎖)の実施を行う対策が行われている。
度重なる検問等で数百あったチームの殆どが解散したが、近年OBの再集結でチームが復活したり、全盛期時代に不良予備軍と呼ばれていた学生達が大人になり環状族を名乗ることもある。
使用車種も代表だったシビック系の中古車価格が高騰化し、代わりとして安価なスポーツカーやスポーツグレードの車両を走らせることも少なくない。このため数こそは激減したが使用される車種は全盛期以上に多様化している。

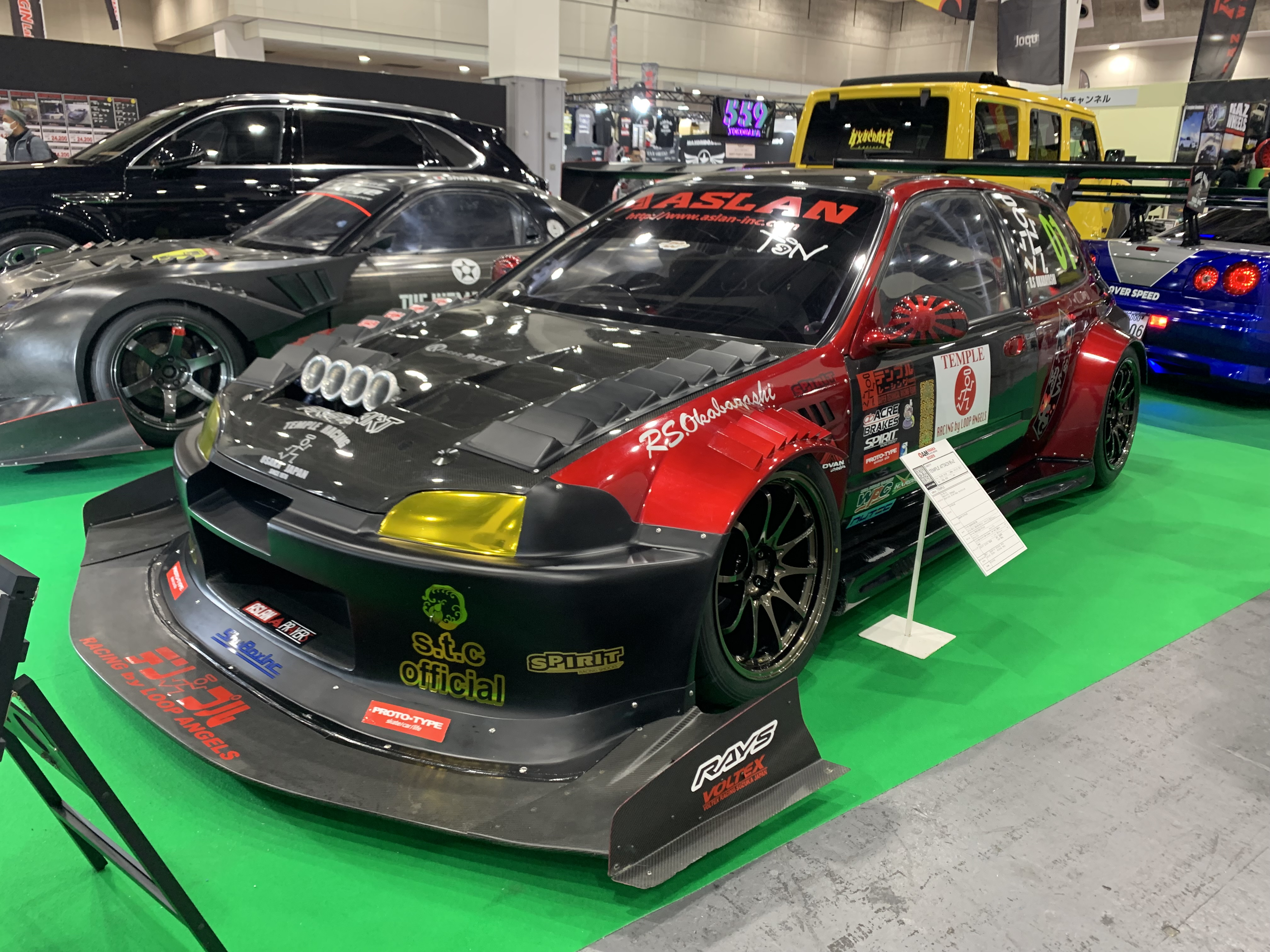
環状族チーム系のレースチームが製作したタイムアタック車両シビック

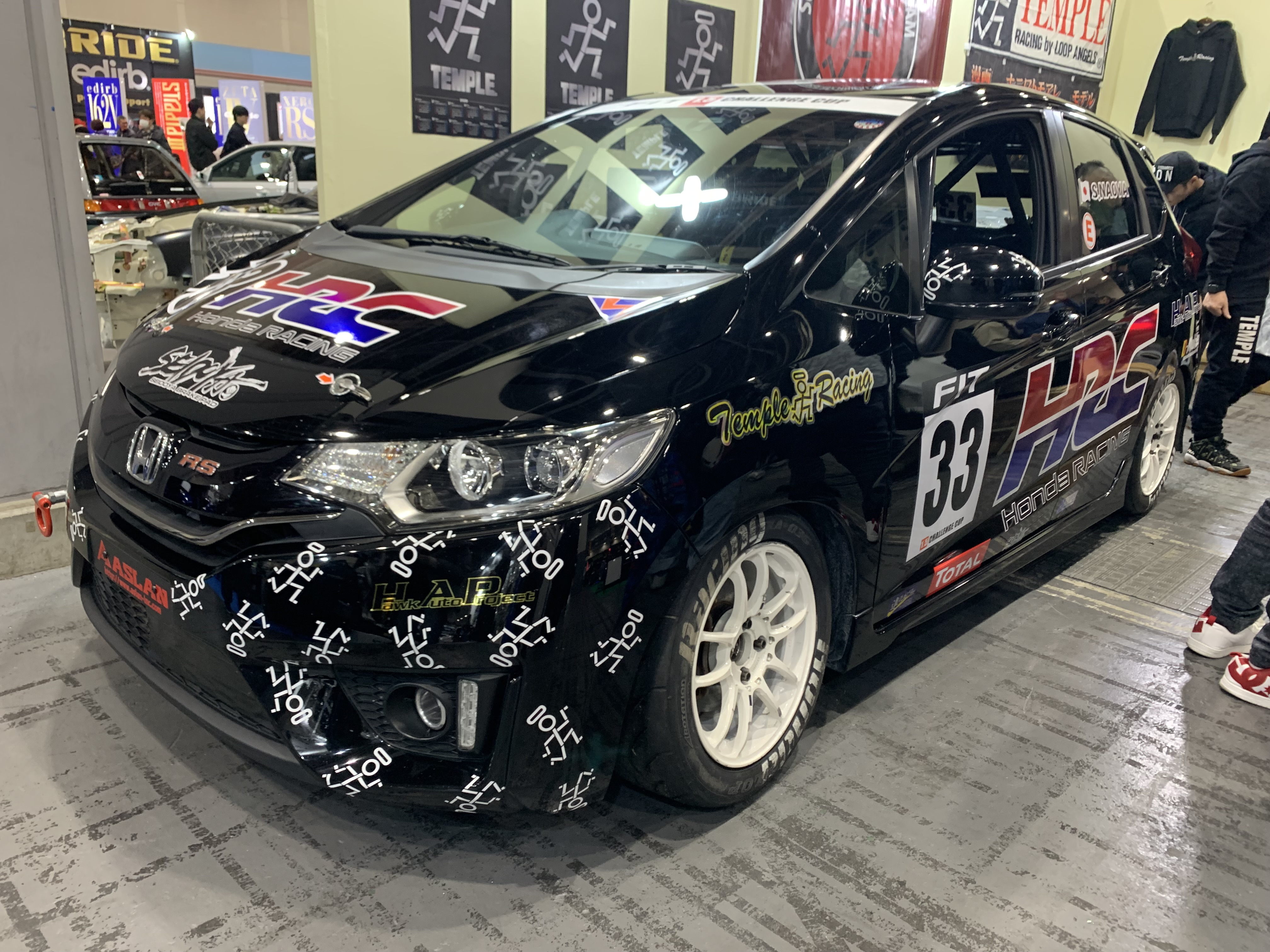
環状族チームがレースチームとして参加しているフィット1.5チャレンジカップの車両

元環状族が、「卒業して」環状族チームをレースチームとして発足させることも少なくない。特に大阪よりアクセスの近い兵庫県のセントラルサーキットでは、「環状仕様」のシビックやフィットRS等の近年の環状族に選ばれやすい車種をタイムアタック車両として持ち込むことも多い。
また、「環状仕様」の車両を中古車として販売することがある。その際は「ナンバーを切ったサーキット等を走行するための競技専用車両」として販売しているが、購入者の中には、この仕様のまま実際に環状線を走る者も少数ながら顕在する。
南勝久の漫画『ナニワトモアレ』（第2部『なにわ友あれ』）は、この環状族の全盛期を描いた日本の漫画で、かつて環状族だった作者の経験に基づいてリアルに書かれている。